# Sirupus Simplex
Sirupus Simplex (deutsch Einfacher Sirup) bezeichnet im pharmazeutischen Bereich eine Zubereitung aus gereinigtem Wasser und Saccharose. Es gibt diverse Herstellungsvorschriften in Arzneibüchern oder Rezeptursammlungen, die aber letztendlich eine fertige Zubereitung aus etwa 36 Teilen Wasser und 64 Teilen Zucker darstellen.

## Herstellung
Die vorgegebene Menge Zucker wird in einem geeigneten Gefäß mit der entsprechenden Wassermenge versetzt und bis zum Kochen erhitzt. Der Sirup wird ca. 120 Sekunden lang, vom Siedebeginn der Flüssigkeit an gerechnet, durchgekocht.
Der Kochvorgang dient nicht nur der vollständigen Lösung des Kristallzuckers, sondern auch dem Zerstören von Rest-Proteinen aus der Zuckergewinnung, wobei eine leichte Schaumbildung zu beobachten ist, die aber nach der angegebenen Kochzeit verschwindet. Es kann zu einer Reaktion der freien Aminogruppen der Proteine (Peptidstruktur) mit der Aldehydgruppe des Zuckers kommen, wobei dies an einem leichten Gelbstich des erkalteten Sirups zu erkennen ist (→ Maillard-Reaktion).
In das tarierte Kochgefäß wird sofort mit heißem Wasser bis zur berechneten Menge ergänzt und dann unverzüglich in ein geeignetes Gefäß abgefüllt. Der Gehalt von 64 Gew.-% Zucker und 36 % Wasser wird z. B. von der Formelsammlung „Standardrezepturen SR“ vorgeschrieben. Einige Vorschriften schreiben einen Zusatz von Konservierungsmitteln, z. B. PHB-Ester oder einen Alkoholzusatz, vor. Bei zu geringem Zuckergehalt kann bei Lagerung eine Gärung  oder eine Schimmelpilzbildung einsetzen. Bei einem höheren Zuckergehalt kann nach dem Erkalten eine Auskristallisation des Zuckers erfolgen.

## Anwendung
Als Trägerflüssigkeit für andere Sirupe, z. B. Fruchtsirup oder auch zur Herstellung von Hustensäften.
Der fertige Sirup sollte bei Raumtemperatur, d. h. bei ca. 15–25 °C gelagert werden. Bei zu niedriger Temperatur, etwa im Kühlschrank, würde der Zucker sich in Form von Kandiskristallen abscheiden und ein Kristallwachstum einleiten.